# Villa Polissena
La villa Polissena est un palais italien situé au n°6 de la Via Mafalda di Savoia, à Rome.
Construite en 1926 et baptisée en l'honneur de la reine de Sardaigne Polyxène de Hesse-Rheinfels-Rotenbourg, la villa Polissena est offerte par le roi Victor-Emmanuel III d'Italie à sa fille, la princesse Mafalda de Savoie, à l'occasion de son mariage avec le landgrave Philippe de Hesse-Cassel. À la mort de la princesse, en 1944, la villa passe aux enfants de celle-ci, et notamment au prince Henri de Hesse-Cassel, qui y réside jusqu'à sa mort, en 1999.